# حمله هوایی به کلیسای قدیس پرفیریوس
در ۱۹ اکتبر ۲۰۲۳، حمله هوایی اسرائیل به بخشی از کلیسای قدیس پرفیریوس، یک کلیسای ارتدوکس یونانی در شهر غزه، سرزمین‌های فلسطینی اشغال شده به دست اسرائیل، اصابت کرد که از میان بیش از ۴۵۰ ساکن مسیحی و مسلمان نوار غزه را که در طول جنگ ۲۰۲۳ اسرائیل و حماس در کلیسا پناه گرفته بودند، دست کم ۱۸ غیرنظامی فلسطینی را کشت.
ارتش اسرائیل اعتراف کرد که این انفجار ناشی از یکی از حملات هوایی این رژیم بوده که ظاهراً یک پایگاه فرماندهی پرتاب موشک و خمپاره حماس را هدف قرار داده‌است.

## زمینه
کلیسای ارتدکس یونانی سنت پرفیریوس در محله زیتون شهر قدیمی غزه واقع شده‌است و مقبره قدیس پرفیریوس که از ۳۹۵ تا ۴۲۰ پس از میلاد اسقف غزه بود را در خود جای داده‌است. این کلیسا همچنین در جریان بمباران نیروهای دفاعی اسرائیل (IDF) در نوار غزه در ژوئیه ۲۰۱۴ آسیب دید و مخازن آب آن تخریب شد و یک خانه در همسایگی آن توسط گلوله‌های تانک‌های اسرائیلی آسیب دید. در جریان گلوله‌باران در سال ۲۰۱۴، کلیسا به شهروندان غزه پناه می‌داد و نمازهای رمضان را در حیاط برگزار می‌کرد.
قدیس پرفیریوس کمتر از ۳۰۰ متر (۹۸۰ فوت) از محوطه بیمارستان الاهلی عرب که در آن انفجاری صدها نفر را که برای فرار از حملات هوایی اسرائیل به آنجا گریخته بودند کشته و زخمی کرد فاصله دارد.

## حمله هوایی
مقامات فلسطینی اعلام کردند که حداقل ۵۰۰ مسلمان و مسیحی در کلیسا در برابر بمباران ارتش اسرائیل پناه گرفته‌اند. یکی از اعضای این جماعت اشاره کرد که حدود ۱۰۰ نفر در ساختمان دو طبقه که در اثر حمله آسیب دیده بود، پناه گرفته بودند و حدود ۴۰۰ نفر در کل این مجموعه پخش شده بودند. ارتش اسرائیل در بیانیه اولیه خود اعلام کرد که جنگنده‌های اسرائیلی یک مرکز فرماندهی و کنترل نزدیک را که توسط حماس برای حمله به اسرائیل استفاده می‌شد، هدف قرار داده‌اند. ارتش اسرائیل خسارت وارده به کلیسا و گزارش تلفات ناشی از این حمله را تأیید کرد.
این حمله هوایی به بیرون کلیسا آسیب وارد کرد و منجر به فروریختن یک ساختمان مجاور متعلق به مجموعه کلیسا شد.
تصاویر ویدئویی از کلیسا پس از حمله هوایی منتشر شد و به نظر می‌رسید که نشان می‌دهد یک پسر جوان زخمی از زیر آوار بیرون آورده می‌شود. ویدئوی دیگری که منتشر شد نشان می‌دهد مردم در حال جستجو در میان آوارهای ساختمان هستند.

## تلفات
در این حمله هوایی حداقل ۱۸ فلسطینی کشته شدند. یک کارمند دفاع غیرنظامی گزارش داد که کسانی که در طبقه‌های پایین بودند کشته شدند، در حالی که بیشتر بازماندگان در طبقات بالا بودند. چند فلسطینی زخمی به بیمارستان منتقل شدند.

## واکنش‌ها
پاتریارک نشین ارتدکس یونانی اورشلیم این حمله را به شدت محکوم کرد و آن را جنایت جنگی خواند و ارتش اسرائیل را متهم به هدف قرار دادن کلیساها و پناهگاه‌های غیرنظامی کرد.
جاستین آماش، نماینده سابق کنگره آمریکا اعلام کرد که تعدادی از بستگان وی در این حمله هوایی کشته شدند.
پاپ فرانسیس این حمله در فراخوان خود برای پایان دادن به درگیری‌ها، اجازه ورود کمک‌های بشردوستانه به غزه و آزادی گروگان‌های حماس از این حمله یاد کرد.